# 외젠 스크리브

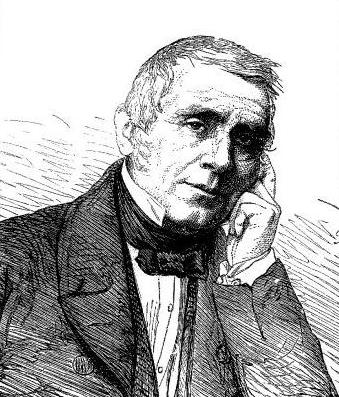
오귀스탱 외젠 스크리브

오귀스탱 외젠 스크리브(Augustin Eugène Scribe 1791년 12월 24일 ~ 1861년 2월 20일)는 프랑스의 극작가이자 대본가이다. 그는 완벽성을 다해 소위 “잘 만들어진 희곡(pièce bien faite)”으로 유명하였다. 이 드라마적인 공식은 100여년이 넘도록 인기있는 극장에 남아있었다.

## 일대기
스크리브는 비단 상인의 아들로 파리에서 태어났다. 스크리브는 법률을 공부하였으나, 그는 곧 무대를 위한 글을 쓰기 시작하였다.

## 주요 작품 목록
- 베르트랑과 수제트; ou Le Mariage de raison (1826)
- Bertrand et Raton, on l'art de conspirer (정치인들을 위한 학교, 1833)
- Une Chaine (1842)
- Le Verre d'eau (The Glass of Water, 1842)
- 아드리아나 르쿠브뢰르 (1849), in conjunction with Legouvé
- Bataille de Dames (숙녀들의 전쟁, 1851)
- 특히 오베르와 마이어베어를 비롯하여, 19세기 중반의 가장 유명한 오페라 작품들의 대본을 작성하였다. 포르티치의 벙어리 소녀, 형제 악마, 로베르트 그 악마, 위그노 교도들의 대본은 스크리브가 전체를 맡거나 부분을 작성하였다. 마찬가지로 알레비의 "유태인"과 Boieldieu의 백색의 숙녀도 스크리브가 대본을 작성하였다.
- 베르디의 시칠리아의 저녁 기도와 도니체티의 Dom Sébastien의 대본을 작성하였다.
- 그의 희곡은 빈첸초 벨리니의 몽유병 환자와 프란체스코 칠레아의 아드리아나 르쿠브뢰르, 도니체티의 사랑의 묘약 역시 이탈리아 오페라 대본으로 각색되었다.